# 宝蔵寺 (朝霞市)
宝蔵寺（ほうぞうじ）は、埼玉県朝霞市にある真言宗智山派の寺院。

## 歴史
創建年代は不明である。ただ1555年（弘治元年）の記録に残されていることから、その頃までには既に存在していたものと推測される。創建以前から元々「薬師堂」があったと伝えられており、当初は「法蔵寺」と称していた。「法」から「宝」に改称した時期は不明である。
当寺の現在の本尊は不動明王である。ただ山号が「薬王山」であること、由来となった「薬師堂」からも分かるように、当初の本尊は薬師如来であった。1675年（延宝3年）に変更された。

## 文化財
- 絹本着色両界曼荼羅（朝霞市指定文化財 平成4年11月27日指定）[3]

## 交通アクセス
- 朝霞市内循環バスわくわく号宮戸線宮戸保育園停留所より徒歩2分。